# Stemmatophalera semiflava
Stemmatophalera semiflava är en fjärilsart som beskrevs av George Francis Hampson 1910. Stemmatophalera semiflava ingår i släktet Stemmatophalera och familjen tandspinnare. Inga underarter finns listade i Catalogue of Life.